# Anders Johan Lexell
Anders Johan Lexell, švedsko-ruski astronom in matematik, * 24. december 1740, Åbo, Švedska (sedaj Turku, Finska), † 11. december (30. november, julijanski koledar) 1784, Sankt Peterburg, Ruski imperij (sedaj Rusija).
V Rusiji je znan po imenu Andrej Ivanovič Leksel (rusko Андрей Иванович Лексель). Včasih njegovo ime zapišejo tudi kot Anders Johann Lexell ali celo Johann Anders Lexell.

## Življenje in delo
Leta 1768 se je na povabilo Akademije znanosti v Sankt Peterburgu preselil v Rusijo. Tu je spoznal Eulerja in delo na Akademiji ga je zelo razveseljevalo. Raziskoval je gibanja kometov. Izračunal je tir kometa D/1770 L1 oz. Lexllovega kometa. Komet se imenuje po njem, čeprav ga je odkril Messier. Komet se je od kometov v zgodovini najbolj približal Zemlji. Edino asteroidi se nahajajo bližje. Lexllov komet je bilo prvo znano blizuzemeljsko telo (NEO). Njegova natančna razdalja ni znana, ocenjujejo pa jo na 3 milijone km. Komet je kasneje zaradi bližnjega srečanja z Jupitrom odneslo iz Osončja.
Ko je John Herschel leta 1781 v ozvezdju Dvojčkov naletel na nenavadno telo, je menil, da ne more biti zvezda, ker je imel izrazit ploskoven videz. Ni se mu niti sanjalo, da je odkril nov planet; menil je, da je odkril nov komet čudne oblike. Njegov planetni značaj je odkril šele Lexell v Sankt Peterburgu, eno leto pozneje 1782, ko je z izračunom po nekaj mesecih dognal, da je novi planet onstran Saturna in se giblje po skoraj popolni krožnici okoli Sonca. Tako je potrdil obstoj Urana. Kraljeva družba iz Londona je nagradila Herschla.
Lexell je tudi odkril, da je tirnica Urana motena in od tod je sklepal na obstoj novega nepoznanega planeta. Lego Neptuna sta mnogo kasneje izračunala Adams leta 1845 in Le Verrier leta 1846, sicer ne popolnoma natančno, ker sta se preveč togo držala Titius-Bodejevega zakona. Neptun je še istega leta našel Galle skupaj s pomočnikom d'Arrestom na Observatoriju v Berlinu.

## Priznanja
Poimenovanja
Po njem se imenuje asteroid 2004 Lexell in krater Lexell na Luni.